# Gerald Tait
Thomas Gerald Tait (* 7. November 1866 in Campbeltown; † 19. Dezember 1938 in Glasgow) war ein britischer Segler aus Schottland.

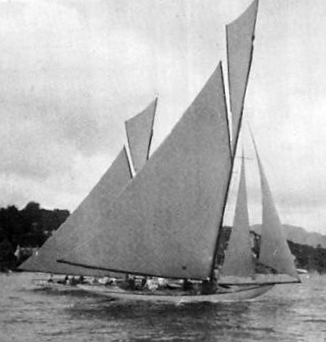
Hera und Mouchette während der olympischen Regatta 1908

## Erfolge
Gerald Tait, der beim Royal Clyde Yacht Club segelte, wurde 1908 in London bei den Olympischen Spielen in der 12-Meter-Klasse Olympiasieger. Bei der auf dem Firth of Clyde in Schottland ausgetragenen Regatta traten lediglich die beiden britischen Boote Hera und Mouchette in zwei Wettfahrten gegeneinander an. Die Hera, zu deren Crew Tait gehörte, gewann beide Wettfahrten, sodass neben Tait und Skipper Thomas Glen-Coats auch die übrigen Crewmitglieder John Aspin, John Buchanan, James Bunten, Arthur Downes, John Downes, John Mackenzie, Albert Martin und David Dunlop die Goldmedaille erhielten.
Tait war Partner in einer Anwaltskanzlei in Girvan sowie Sekretär des Lord Lieutenants von Ayrshire.